# Tchervona Routa (groupe)
 (août 2019).
Si vous disposez d'ouvrages ou d'articles de référence ou si vous connaissez des sites web de qualité traitant du thème abordé ici, merci de compléter l'article en donnant les références utiles à sa vérifiabilité et en les liant à la section « Notes et références ».
Pour les articles homonymes, voir Tchervona Routa (homonymie).
Tchervona Routa est un groupe de pop ukrainien soviétique.

## Historique
Il a été formé en 1971 en République socialiste soviétique d'Ukraine par Anatoly Evdokimenko au sein de la Philharmonie de Tchernivtsi, spécialement pour l'accompagnement de Sofia Rotaru.